# 3C 390.3

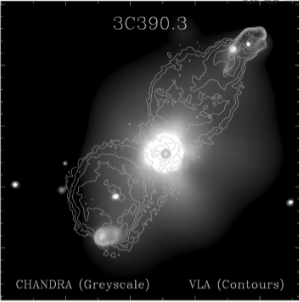
Image de 3C 390.3 en rayons X par Chandra.

3C 390.3, également désignée PGC 62274, est une galaxie lenticulaire de constellation boréale du Dragon. C'est une galaxie à noyau actif de Syfert de type 1 ainsi qu'une radiogalaxie à raies larges,.